# Pikaljovo (Leningrad oblast)
Pikaljovo (russisk: Пикалёво) er en by i den nordvestlige del af den europæiske del af Rusland. 
Pikaljovo ligger ved floden Rjadan, en biflod til floden Neva, ca. 246 kilometer sydøst for Sankt Petersborg Byen har et indbyggertal på 20.161 (2024) indbyggere og ligger i Bogsitogorsk rajon i Leningrad oblast.